# Prune
Pour les articles homonymes, voir Prune (homonymie).

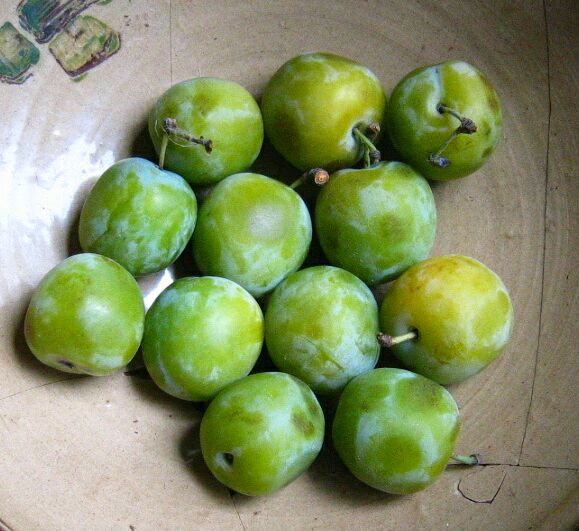
Prunes Reine-claude (Prunus domestica subsp. italica)

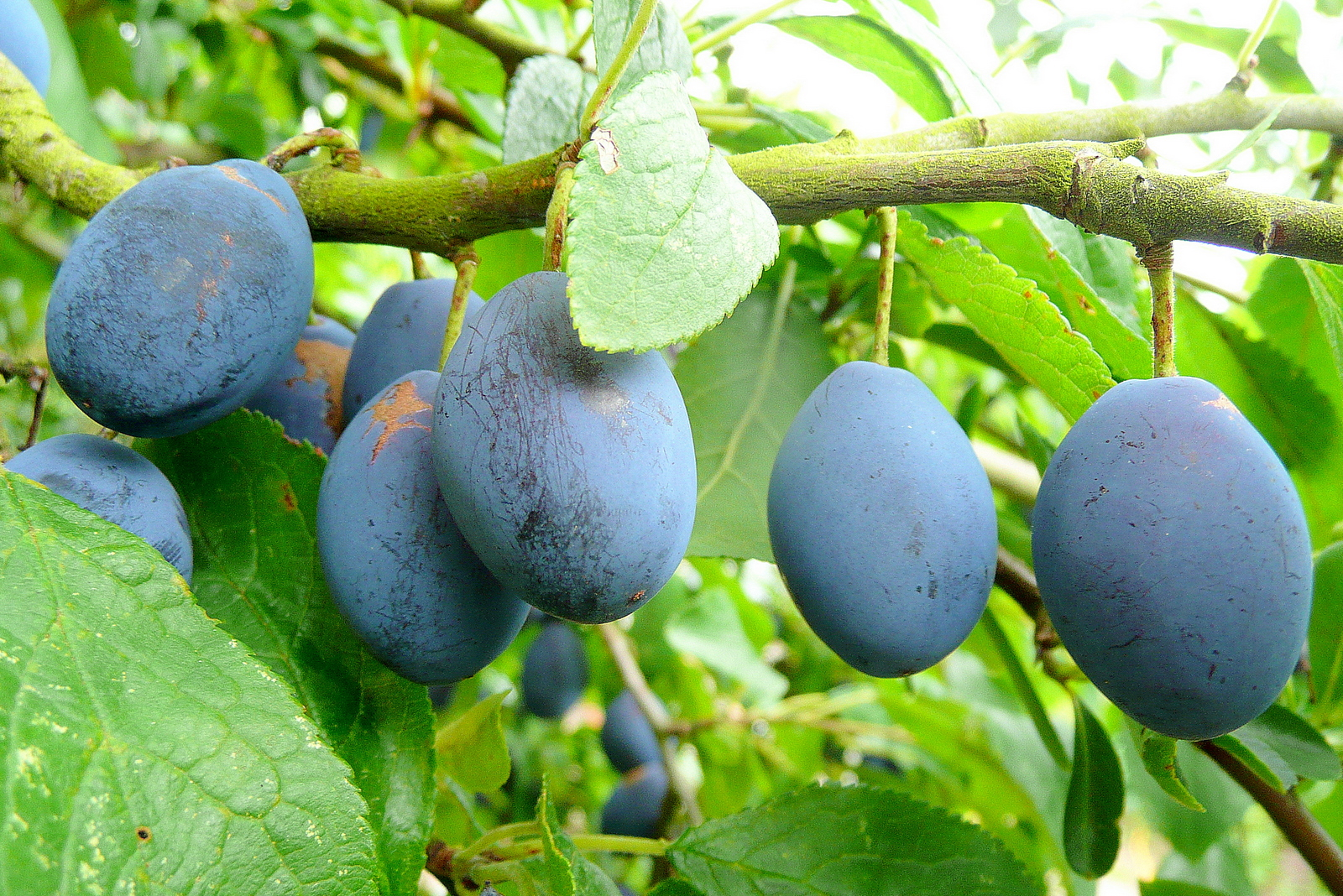
Quetsches (Prunus domestica subsp. insititia)

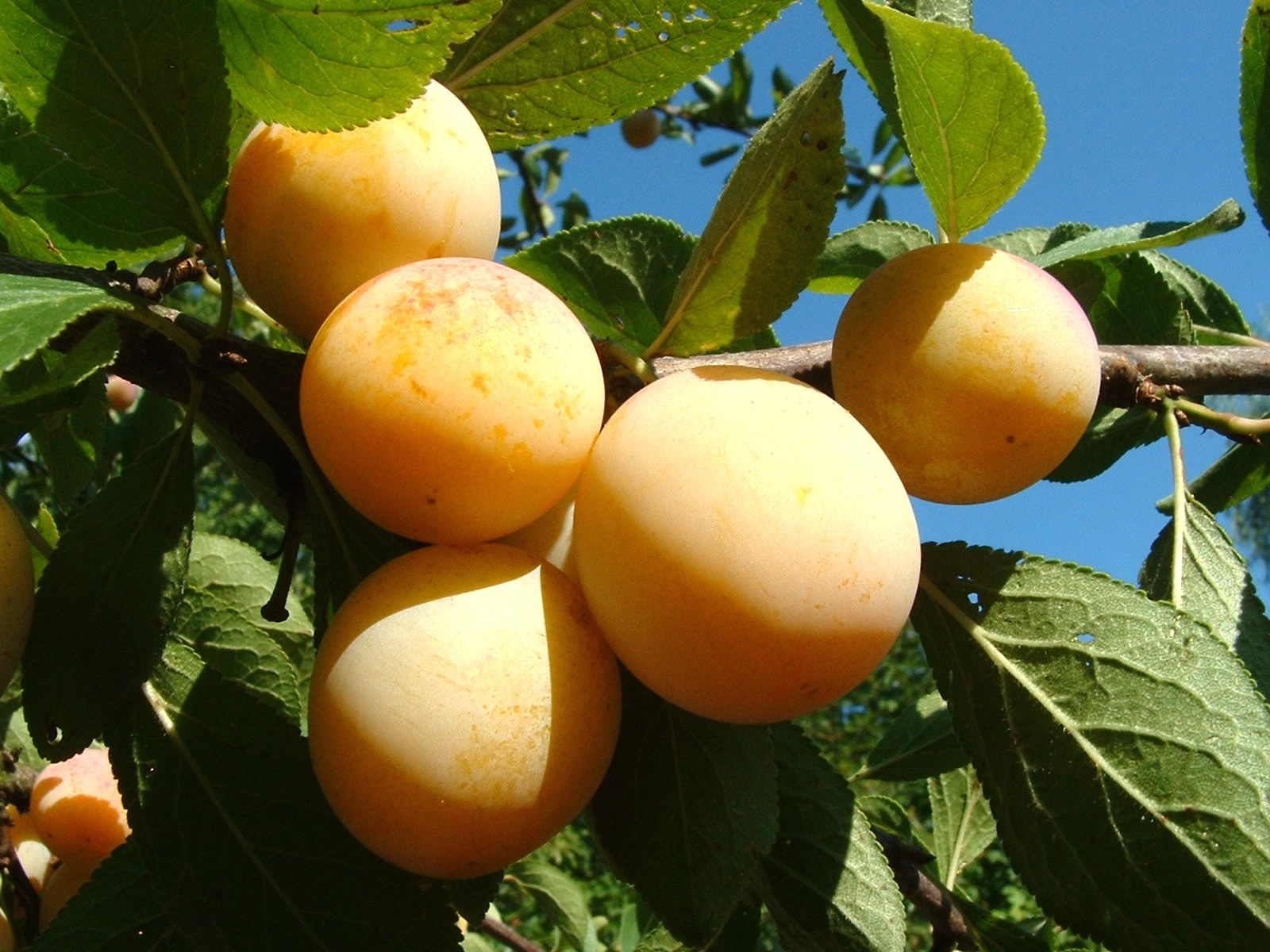
Mirabelles (Prunus domestica subsp. syriaca)

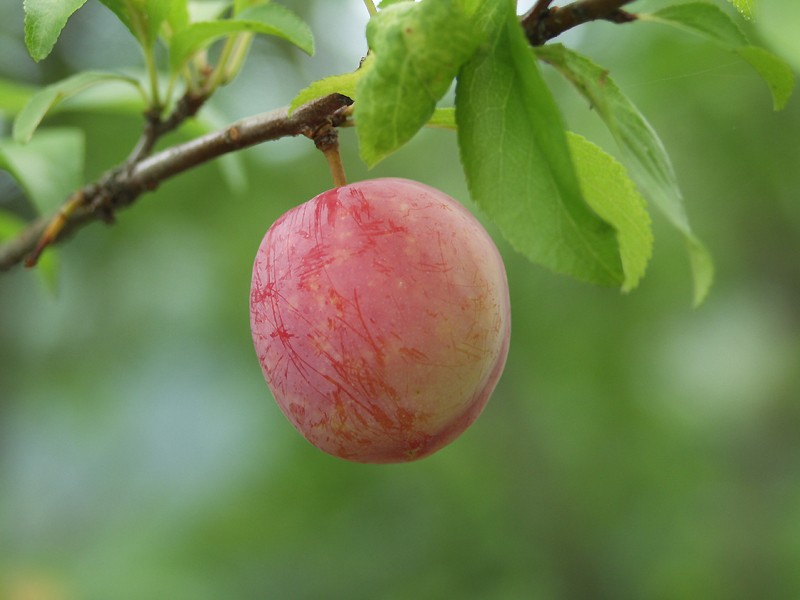
Prune japonaise (Prunus salicina)

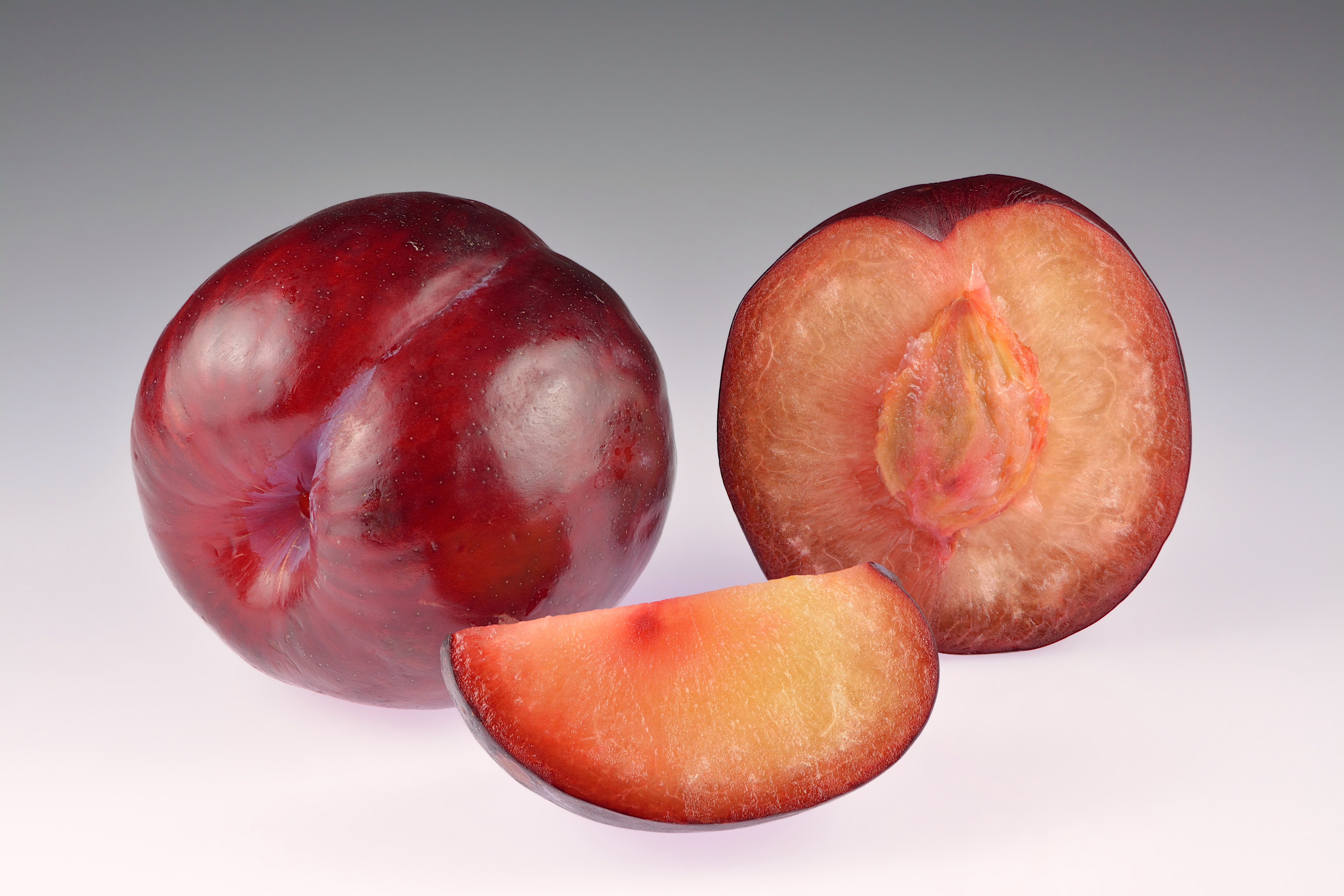

La prune est un fruit à noyau, à chair comestible sucrée et juteuse. Elle est produite par certaines espèces d'arbres classées dans le genre botanique Prunus. En français, la « prune » fait principalement référence aux prunes européennes comme la reine-claude, les mirabelles, les quetsches ou encore le pruneau d'Agen qui poussent toutes sur des arbres issus du Prunier domestique (Prunus domestica L.) et surtout du Prunier de Damas. Il y a aussi des variétés de prunes américano-japonaises, souvent hybridées avec une espèce asiatique, le Prunier japonais (Prunus salicina). Les efforts des horticulteurs ont ainsi permis d'obtenir plus de 400 variétés de prunes de par le monde.

## Description
Étymologie : le terme de "prune" vient du latin pruna, pluriel neutre de prunum « prune, prunelle ».
Il s'agit d'un fruit à noyau (sur le plan botanique, c'est une drupe), à peau fine, voire transparente dans certaines variétés, à chair sucrée et juteuse. Sa forme est généralement sphérique, plus ou moins oblongue, sa couleur varie du jaune clair au violet foncé (couleur prune).
On observe souvent sur la prune un petit voile blanc ou translucide, qui reflète la lumière. C'est la "pruine". Il s'agit de paillettes de cire que le fruit produit pour se protéger des agressions extérieures, notamment de la chaleur. Sa présence est donc un signe de qualité. Mais, certaines espèces de prunes n'en ont pas.

## Production par pays
La Chine est de loin le premier producteur mondial de prunes, au sens large, c'est-à-dire fruits de Prunus domestica et de Prunus salicina réunis, ainsi que leurs hybrides.
| Pays       | 2020      |
| ---------- | --------- |
| Chine      | 6 475 700 |
| Roumanie   | 757 880   |
| Serbie     | 582 547   |
| Chili      | 416 215   |
| Iran       | 375 867   |
| Turquie    | 329 056   |
| États-Unis | 245 740   |
| Inde       | 229 742   |
| France     | 200 980   |
| Russie     | 182 000   |

Si l'on compte 400 variétés de prunes, il en existe en France trois principales : les charnues reines-claudes (29 %), les petites mirabelles (15 %) et les quetsches ovales (5 %). La « reine des prunes » tient son nom de Claude de France (épouse de François Ier), à qui Soliman le Magnifique offrit les premiers pruniers.
Les prunes sont récoltées dans trois bassins de production sur une superficie de 15 000 hectares.
- les prunes d'ente qui une fois séchées donnent les pruneaux, sont cultivées dans le Sud-Ouest, sur une superficie de 10 190 hectares, pour une production annuelle de 100 000 - 160 000 tonnes
- les prunes de table, dont la reine-claude, sont aussi produites dans le Sud-Ouest, avec les deux tiers des surfaces présentes dans la région Midi-Pyrénées, pour une surface cultivée de 4 600 ha et une production d'environ 70 000 tonnes
- les mirabelles et les questches, incluses dans les chiffres des prunes de table, sont cultivées principalement dans l'Est.

Les prunes de table sont consommées fraiches d'abord en juillet pour les variétés de prunes du Japon (P. salicina) comme la 'Golden Japan' et 'Allo'. Puis viennent différentes reines-claudes, Président et les américano-japonaises. Les mirabelles sont habituellement cueillies en août.
Il existe deux labels rouges en France : la reine-claude Doret en Midi-Pyrénées et la mirabelle de Lorraine.

## Valeur nutritionnelle
Les prunes crues sont une bonne source de vitamine A et de vitamine K et une très bonne source de vitamine C.
| Prune Reine-Claude, fraîche (teneur pour 100 g d'aliment comestible, d'après ANSES) |                     |                     |                             |
| eau : 81,9 g                                                                        | cendres totales : g | fibres : 2,3 g      | valeur énergétique : 180 kJ |
| protéines : 0,8 g                                                                   | lipides : 0,1 g     | glucides : 9,6 g    | sucres simples : 9,6 g      |
| oligo-éléments                                                                      |                     |                     |                             |
| potassium : 243 mg                                                                  | magnésium : 7,33 mg | phosphore : 25,7 mg | calcium : 5,3 mg            |
| sodium : 0,75 mg                                                                    | cuivre : 0,08 mg    | fer : 0,3 mg        | zinc : 0,1 mg               |
| vitamines                                                                           |                     |                     |                             |
| vitamine C : 5,4 mg                                                                 | vitamine B1 : 50 µg | vitamine B2 : 40 µg | vitamine B3 : 60 µg         |
| vitamine B5 : 200 µg                                                                | vitamine B6 : 50 µg | vitamine B9 : 10 µg | vitamine B12 : 0 µg         |
| vitamine A : 35,0 UI                                                                | rétinol : 0 µg      | vitamine E : 55 µg  | Bêta-carotène : 95 µg       |

Leur richesse en fibres alimentaires leur assure des vertus laxatives.

## Composition phénolique

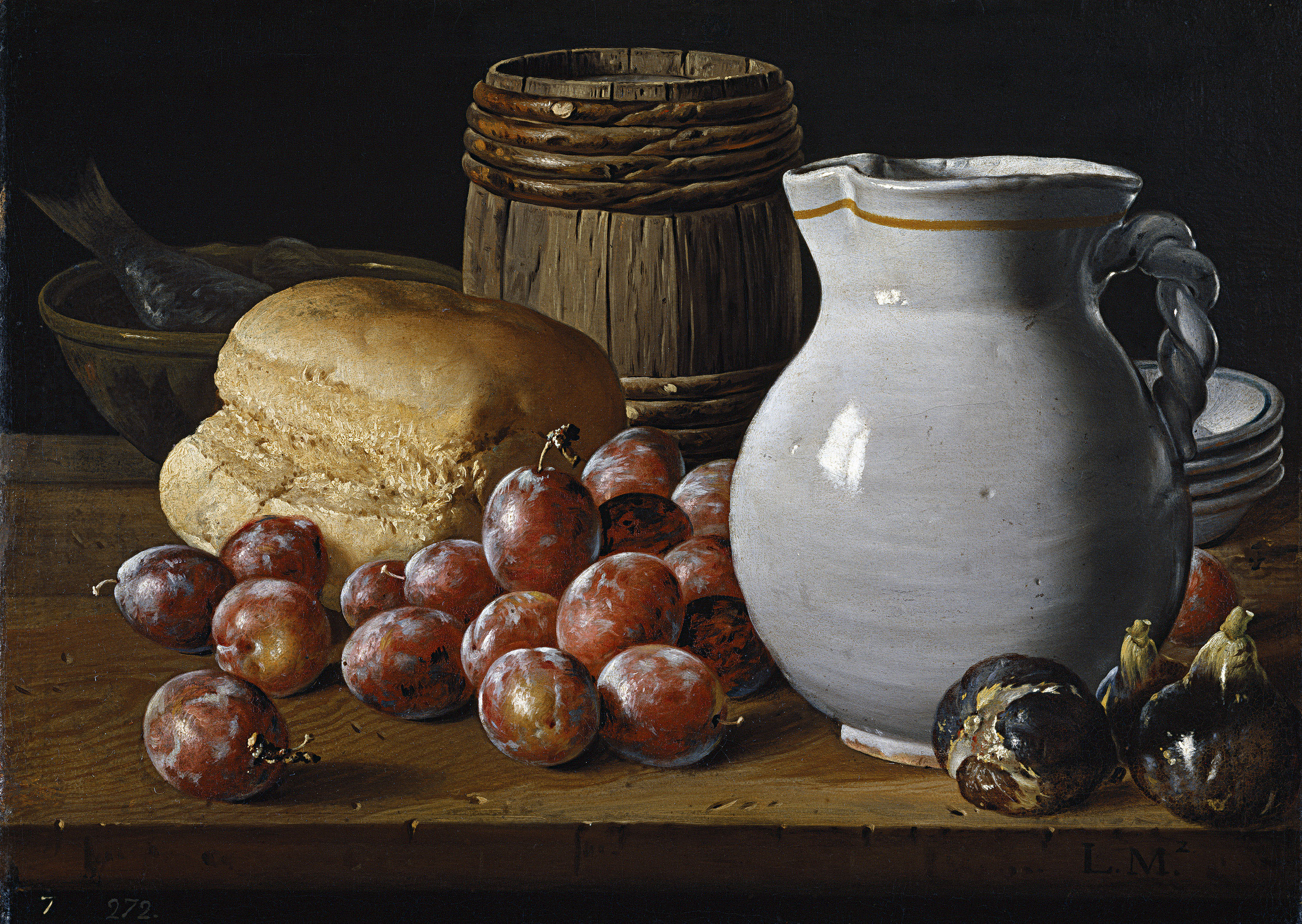
Nature morte aux prunes..., Luis Meléndez (1760-70)

Les prunes fraiches contiennent des acides chlorogéniques, des flavanols et leurs oligomères (procyanidols), des hétérosides d'anthocyanidols (ou anthocyanosides ou anthocyanes, pigments colorés) et des hétérosides de flavonols.
- Les acides chlorogéniques se trouvent aussi dans les boissons de café robusta avec environ la même teneur et dans les pruneaux, mais avec une teneur de moitié moindre. Ces acides ont une activité antioxydante, anxiolytique[5] (à forte dose) et pourrait jouer un rôle dans la prévention du diabète de type 2.

- Les prunes crues contiennent des flavanols (ou catéchines) comme les pommes ou les raisins. Elles contiennent aussi des oligomères et polymères de flavanols, appelés "tanins condensés" ou "proanthocyanidol". Ces molécules ont une activité vasodilatatrice (par activation de l'oxyde nitrique synthase eNOS).

- Les anthocyanosides sont des pigments naturels responsables de la coloration rouge, pourpre ou bleue des fruits. On les trouve aussi dans les myrtilles ou les cerises. Le murissement des fruits se traduit par un accroissement de la concentration de pigments anthocyanosides[6] et des sucres ainsi qu'une diminution de la concentration des acides. Les pigments anthocyanosidiques diminuent la perméabilité des capillaires et augmentent leur résistance[7] et comme beaucoup de composés phénoliques, ce sont des piégeurs de radicaux libres.

- Les flavonols (quercétol et kaempférol) et leurs hétérosides sont des métabolites secondaires des plantes que l'on rencontre aussi à teneur semblable dans le cassis ou les myrtilles. Le quercétol est un anti-inflammatoire et un excellent antioxydant. Une activité antiproliférative d'extraits de prunes (et de pêches) contre des lignées de cellules cancéreuses du sein a été mise en évidence in vitro, récemment[8]. Le composé bio-actif responsable de cette activité est le quercétol 3-glucoside.

| Acides phenols, en mg/100 g MF |              |              |
| Acide chlorogénique (acide hydroxycinnamiques + acide quinique) Acides caféylquiniques ACQ, Acides férulylquinique AFQ, Acides p-coumarylquiniques APQ |              |              |
| 3-ACQ : 75,88 | 4-ACQ : 1,40 | 5-ACQ :8,40  |
| 3-AFQ : 1,85 | 5-AFQ : 0,05 | 3-APQ : 1,49 |

| Flavanols              |
| ---------------------- |
| (+)-catéchol : 4,60    |
| (-)-épicatéchol : 2,22 |

| Proanthocyanidols                    |
| ------------------------------------ |
| Oligomères de flavanols, astringence |
| Procyanidol dimère B1 : 8,84         |
| Procyanidol dimère B2 : 5,20         |
| Procyanidol dimère B3 : 1,00         |
| Procyanidol dimère B4 : 1,02         |
| Procyanidol dimère B5 : 1,59         |
| Procyanidol dimère B7 : 4,69         |
| Procyanidol trimère C1 : 10,01       |
| Procyanidol trimère EEC : 7,73       |

| Cyanidol 3-O-glucoside : 8,63 |
| Cyanidol 3-O-rutoside : 33,85 |
| Peonidol 3-O-glucoside : 0,46 |
| Peonidol 3-O-glucoside : 4,85 |
|                               |
|                               |
|                               |
|                               |
|                               |

| quercétol 3-glucoside : 0,54     |
| quercétol 3-O-galactoside : 0,27 |
| quercétol 3-O-rutoside : 5,90    |
|                                  |
|                                  |
|                                  |
|                                  |
|                                  |

| Flavanols              |
| ---------------------- |
| (+)-catéchol : 4,60    |
| (-)-épicatéchol : 2,22 |

| Proanthocyanidols                    |
| ------------------------------------ |
| Oligomères de flavanols, astringence |
| Procyanidol dimère B1 : 8,84         |
| Procyanidol dimère B2 : 5,20         |
| Procyanidol dimère B3 : 1,00         |
| Procyanidol dimère B4 : 1,02         |
| Procyanidol dimère B5 : 1,59         |
| Procyanidol dimère B7 : 4,69         |
| Procyanidol trimère C1 : 10,01       |
| Procyanidol trimère EEC : 7,73       |

| Cyanidol 3-O-glucoside : 8,63 |
| Cyanidol 3-O-rutoside : 33,85 |
| Peonidol 3-O-glucoside : 0,46 |
| Peonidol 3-O-glucoside : 4,85 |
|                               |
|                               |
|                               |
|                               |
|                               |

| quercétol 3-glucoside : 0,54     |
| quercétol 3-O-galactoside : 0,27 |
| quercétol 3-O-rutoside : 5,90    |
|                                  |
|                                  |
|                                  |
|                                  |
|                                  |

Il n'y a pas de mesure absolue de l'activité antioxydante des aliments mais diverses méthodes qui lorsqu'elles sont appliquées à des listes de produits, permettent de faire des comparaisons. Ainsi, le Nutrient Data Laboratory de Beltsville donne dans sa table de 2010, le classement suivant pour le score ORAC :
| Activité antioxydante ORAC de quelques fruits total ORAC μmol TE/100 g, d'après USDA database |        |
| Produit                                                                                       | T-ORAC |
| Raisins secs dorés seedless                                                                   | 10 450 |
| Pruneau                                                                                       | 8 059  |
| Prune, black diamond, crue avec peau                                                          | 7581   |
| Fraise crue                                                                                   | 4302   |
| Lyciet, goji, crue                                                                            | 3290   |
| Nectarine, crue                                                                               | 919    |

Les prunes fraîches ont une excellente activité antioxydante, certes moindre que les pruneaux ou les petits fruits noirs (sureau, cassis) mais meilleure que celle des pêches, poires, pommes ou oranges.

## Utilisations

### Alimentaire

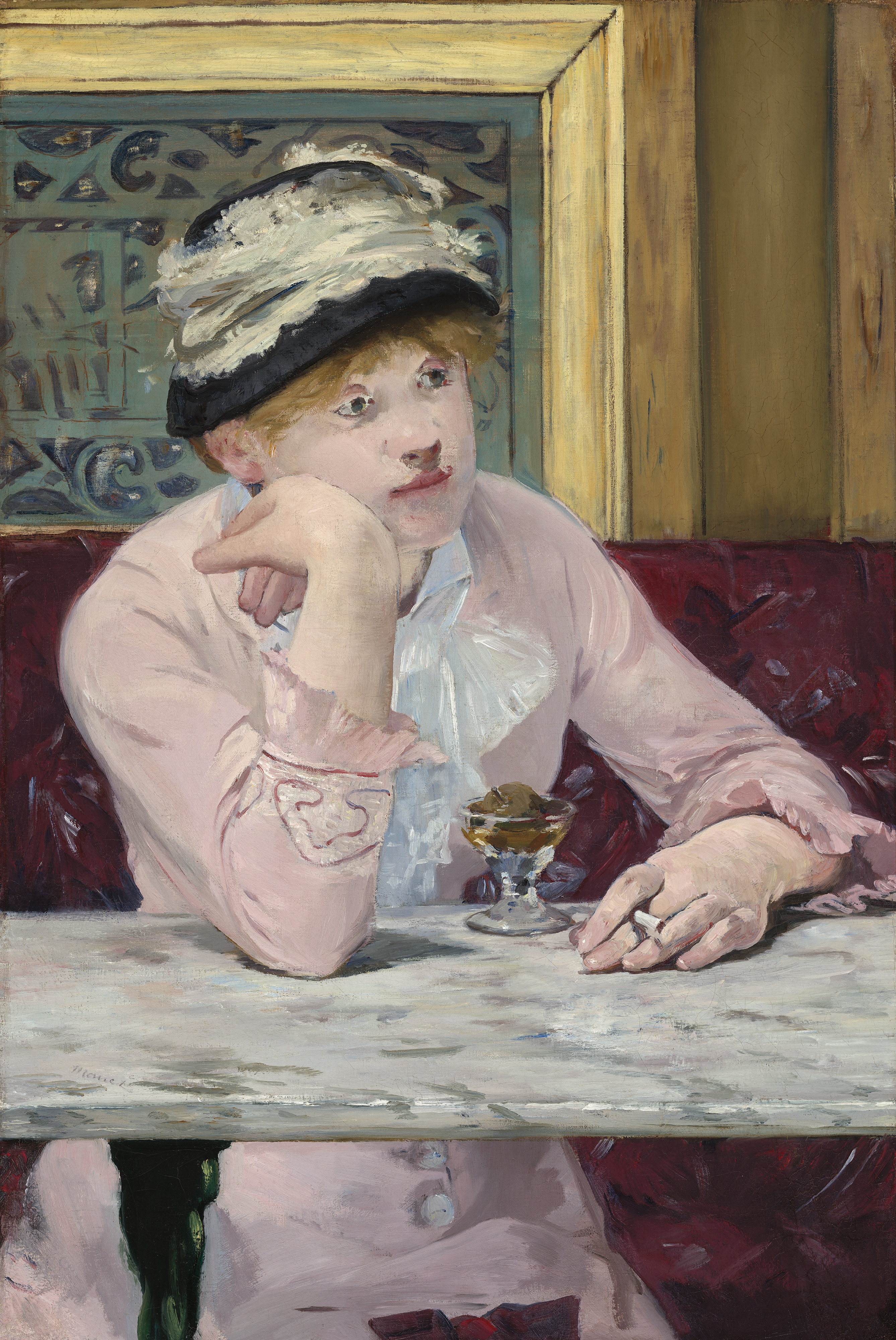
La Prune, tableau d'Édouard Manet représentant une femme s'apprêtant à manger une prune à l'eau de vie.

Les utilisations de la prune sont nombreuses. On la consomme crue en fruit de table, mais aussi en dessert, en gâteaux, en tartes, en accompagnement de viandes et de plats, en confiture, et en fruit séché (pruneau). On peut la conserver en bocaux pour la consommer plus tard.

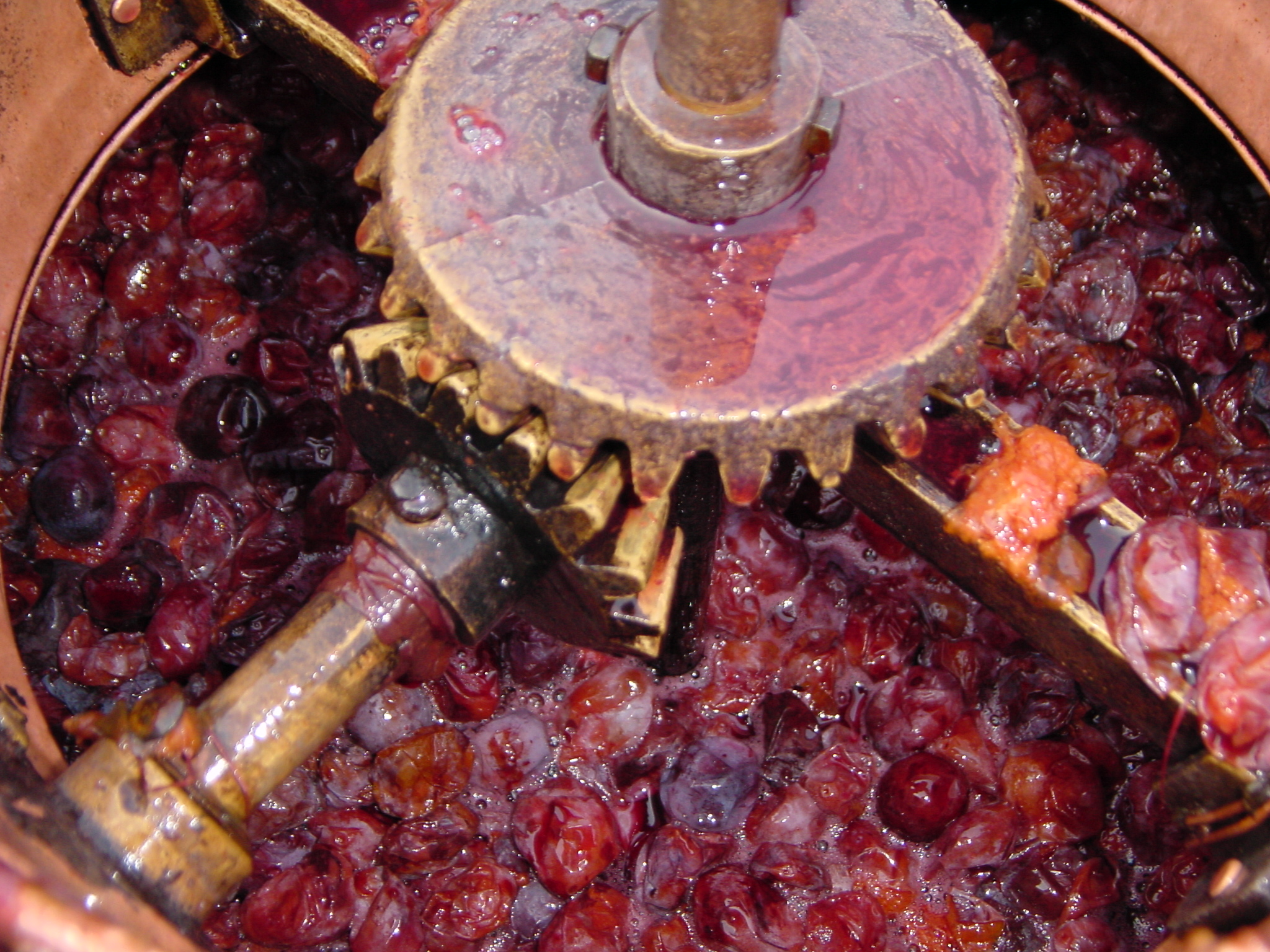
Macération de prunes pour l'obtention de Rakija, eau-de-vie populaire dans les Balkans.

On en tire aussi un spiritueux, l'eau-de-vie de prune, aussi appelée « la prune » ou « la gnôle ». La fabrication d'alcool fort par les particuliers est aujourd'hui très réglementée.

### Médicinale
La prune a des vertus laxatives et peut aider à soulager la constipation.

## Prénom
Prune est aussi un prénom présent dans le calendrier républicain ou révolutionnaire français, y fêté chaque 1er fructidor dit jour de la prune, généralement chaque 18 août du calendrier grégorien.
Après la période révolutionnaire, il est rarement utilisé avant les années 1970. Depuis il est attribué une centaine de fois par an.